# Fortunearia
Fortunearia là một chi thực vật có hoa trong họ Hamamelidaceae.